# De gli eroici furori
De gli eroici furori è un'opera filosofica di Giordano Bruno pubblicata a Londra nel 1585, l'ultima in lingua italiana, con la quale l'autore chiude il ciclo dei dialoghi cosiddetti londinesi, o anche italiani. Scritto in forma dialogica il testo è suddiviso in due parti di cinque dialoghi ciascuna. L'opera appartiene a un genere letterario misto: Bruno presenta infatti un trattato filosofico con largo uso della poesia applicata e di emblemi. Nell'opera, inquadrabile nell'ambito della filosofia contemplativa, Bruno espone la propria visione del rapporto fra uomo e conoscenza. In un universo infinito, animato da un divino onnipresente ma irraggiungibile, l'uomo, che ha come fine più alto la conoscenza della verità e la conseguente azione adeguata, è mosso da una forza che sempre lo sospinge avanti, assimilandolo a un eroe che con passione e a volte con impeto asseconda razionalmente il suo amore infinito.

## Generalità
(Tansillo: dialogo III)
L'opera è dedicata al «molto illustre signor Filippo Sidneo», ossia Philip Sidney, figura eminente del rinascimento inglese e buon conoscitore della lingua italiana, cui Bruno aveva già dedicato il suo Spaccio de la bestia trionfante. Nell'Argomento, dopo la dedica, Bruno suddivide la descrizione dell'opera in tre sezioni: i primi cinque dialoghi della prima parte; i primi quattro dialoghi della seconda parte; l'ultimo dialogo della seconda parte, che richiede una spiegazione a sé a differenza degli altri, le cui interpretazioni sono invece parte integrante del testo.
Gli interlocutori della prima parte sono Tansillo e Cicada, dove il primo, portavoce di Bruno, fa riferimento al poeta Luigi Tansillo (1510 – 1568), esponente del petrarchismo, che aveva soggiornato anche a Nola, paese natale del filosofo. Tansillo, il protagonista, legge a Cicada poesie sue o di Bruno stesso, facendo a queste seguire un'interpretazione inquadrata nel tema dell'opera: il "furore eroico".
Il quinto dialogo della prima parte segna un cambiamento nella conformazione del testo, in quanto Tansillo comincia a esporre e spiegare, servendosi sia della poesia sia della prosa, una serie di emblemi. Gli emblemi (detti anche imprese) sono costituiti da un'immagine simbolica (il corpo dell'emblema) accompagnata da una parte scritta in forma di motto (il lemma dell'emblema); tale genere letterario si era diffuso nel secolo quindicesimo accostandosi alla cultura neoplatonica. Nel testo Bruno non raffigura però alcuna immagine: queste sono soltanto brevemente descritte. La presentazione prosegue nella seconda parte del testo per complessivi ventotto emblemi.
La seconda parte vede altri interlocutori; Cesarino e Maricondo nel primo dialogo, con Maricondo che diventa Mariconda nel secondo dialogo: personaggi realmente vissuti a Nola. Maricondo e Mariconda sono i portavoce dell'autore. Liberio e Laodonio sono i protagonisti del terzo dialogo, dove trova posto il dialogo poetico fra il cuore e gli occhi, spiegato da Liberio. Il quarto dialogo vede Severino e Minutolo discutere dei "nove ciechi", che anch'essi si esprimono in forma poetica. Gli interlocutori dell'ultimo dialogo sono Laodomia e Giulia.

## Il testo

### Prima parte

#### Dialogo quarto

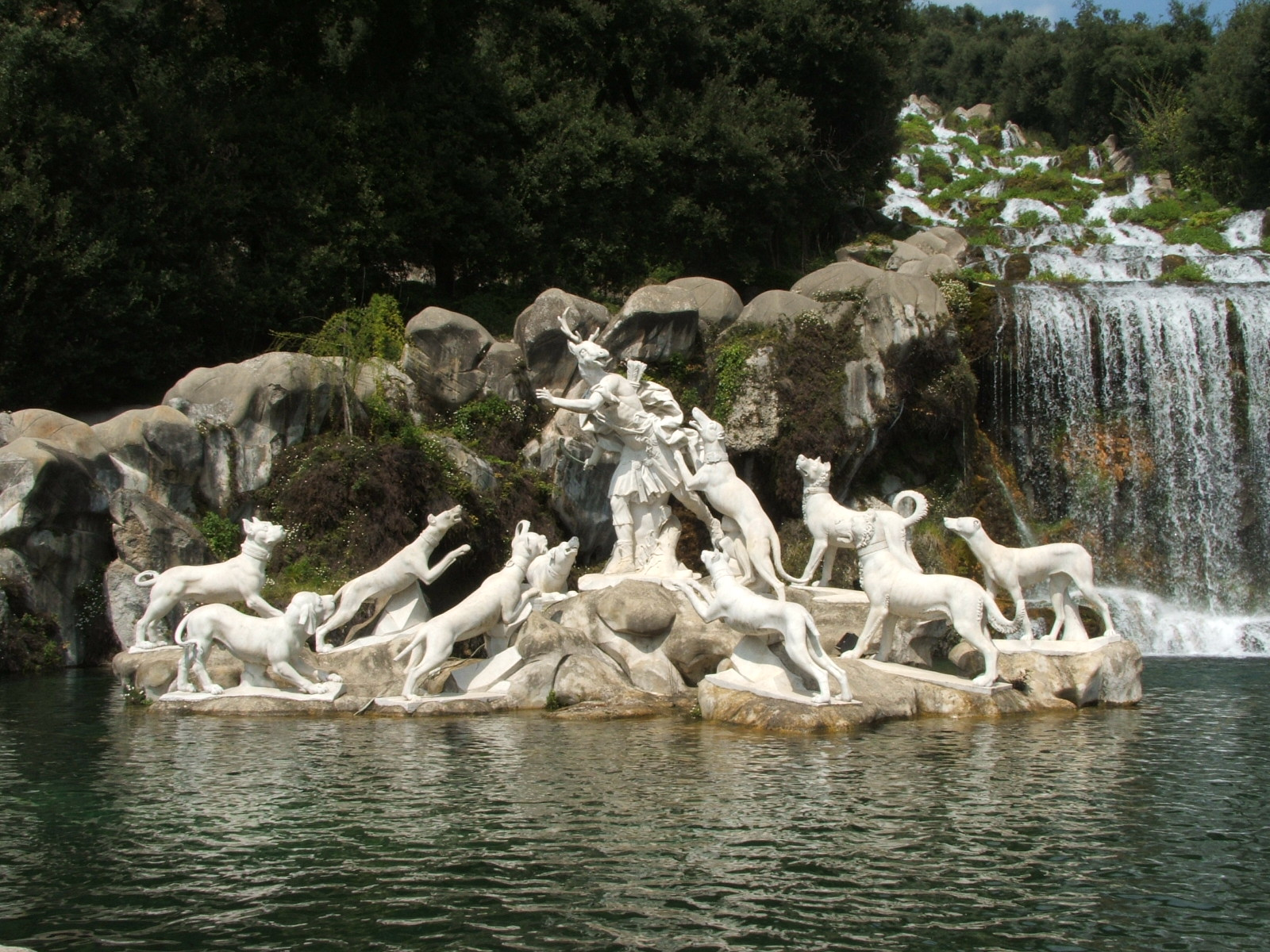
Atteone assalito dai cani, gruppo marmoreo nella Reggia di Caserta

Il quarto dialogo, diviso in sette articoli, ospita l'episodio del mito di Atteone, uno dei punti centrali del testo. Il giovane cacciatore, Atteone, come Tansillo espone in versi nel primo articolo, durante la caccia si imbatte nell'immagine della dea Diana: in quel momento egli si tramuta in cervo e i suoi cani, non riconoscendolo lo assalgono. Tansillo spiega quindi a Cicada che Atteone è l'intelletto umano che cerca la «beltà divina», la sapienza. I cani (i veltri e i mastini), simboli delle operazioni dell'intelletto e della volontà, sono i suoi pensieri, di cui finisce preda per aver visto l'immagine, il massimo cui essere umano possa aspirare. La sua è però una morte simbolica: egli muore nel «mondo cieco» ma «è rinovato a procedere divinamente e più leggiermente» nel mondo intellettuale. Nel secondo articolo Tansillo chiarisce che guida del cacciatore è «un dio che da chi nulla vede | è detto cieco»: l'amore. Nel terzo articolo Bruno cita una poesia di Marsilio Ficino, dove compare il termine «furioso», visto come colui che vorrebbe abbracciare ciò che non può comprendere, l'infinito, e intanto vive così, come scisso dal proprio cuore, bramando l'impossibile. Nei rimanenti articoli gli interlocutori discutono sull'infinità, sull'anima del mondo e sul significato della facoltà del vedere.

## Contenuti

### Il furioso

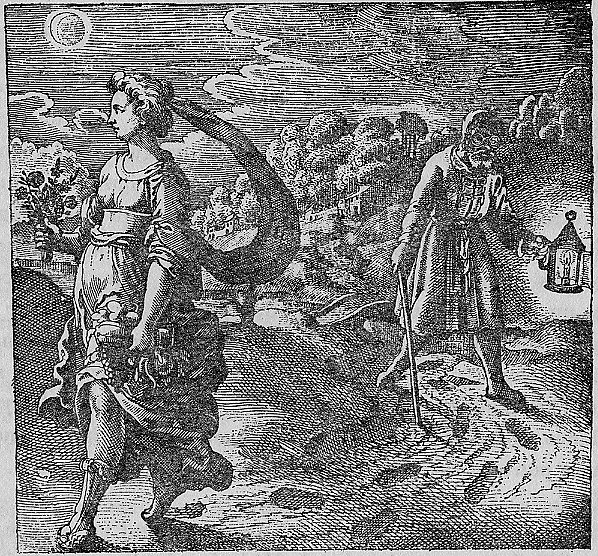
Michael Maier (1568 – 1622), Emblema XLII da Atalanta fugiens. Il motto recita: "Nelle faccende della chimica, ti sia guida la Natura, bastone la Ragione, occhiali l'Esperienza e lampada la Lettura"

Figura eccezionale, il furioso è caratterizzato da un inappagabile amore per il sapere. Il suo anelito si fa percorso eroico perché egli è ben conscio non solo di sapere di non sapere, ma anche perché il furioso intuisce profondamente che mai potrà sapere. La verità, la verità intesa come sapere globale e esauriente, e pertanto finito, è inarrivabile. In questa sua tensione egli non è affatto dissimile dall'amante che si strugge per l'amata che sa di non poter mai conquistare. Tuttavia il furioso non è un folle, non è un amante sciocco che agisce finendo col perdere l'uso della ragione, al contrario: egli conserva sempre la consapevolezza e del suo agire e del suo malessere. In questo senso la sua esperienza si fa perciò drammatica: egli arde, trema, s'infiamma, si commuove, si lamenta e questo struggimento lo porta anche a odiare sé stesso. Il sapere è infinito, come l'universo, come il divino, e oltre che irraggiungibile non può che attrarre infinitamente, lasciando insoddisfatto il furioso in ogni sua conoscenza parziale.
Il furioso si distingue pertanto dal sapiente, anche quest'ultimo votato alla ricerca della verità ma non guidato dall'amore come il furioso, non vincolato da quel legame così potente quale è il legame di eros. Il sapiente contempla la verità situandosi in un punto di osservazione indifferente a una delle proprietà fondamentali del vero, la «contrarietà»; il furioso si divarica sugli opposti operando il «disquarto» di sé stesso.
Atteone che parte per la caccia e finisce dilaniato dai suoi stessi cani rappresenta il destino autentico del furioso, che tale diventa solo quando diviene preda e meta dei propri pensieri, rinascendo così a una nuova vita. Atteone però finisce sbranato perché era stato tramutato in quel che stava cercando, un animale da cacciare: ciò che il furioso cerca è sé stesso, nel senso che quel sapere infinito che egli persegue è già dentro di sé, come il divino, e Atteone ne diviene consapevole non appena ha la visione dell'immagine riflessa della dea della caccia sulla superficie dell'acqua.
Bruno spiega che Diana è la luce che «splende nelle tenebre», ma non la luce assoluta, Apollo, inaccessibile all'uomo. Pur operando nel dominio dell'ombra, dunque il furioso può se non conoscere, almeno intuire il divino che lo anima, e quando questa intuizione è realmente profonda e sentita, egli si trasforma finalmente in ciò che cerca, si identifica col divino. In questo stato di unione egli ha la visione dell'unità delle cose, che non è dunque l'assoluto ma la sua immagine nel mondo, «quell'uno che è l'istesso ente».
Perché ad Atteone è concessa la visione della dea? Bruno esclude l'intervento divino: il cacciatore è già tale prima di partire per la battuta, dunque è innanzitutto la sua volontà che lo porta all'incontro, la sua volontà ma anche il caso.